# Tivia termes
Tivia termes är en kackerlacksart som först beskrevs av Heinrich Hugo Karny 1908.  Tivia termes ingår i släktet Tivia och familjen Polyphagidae. Inga underarter finns listade i Catalogue of Life.